# Halucinogeni
Halucinogeni se mogu podeliti u tri kategorije: psihodelici, disocijativi, i delirijanti. Ove klase psihoaktivnih lekova uzrokuju subjektivne promene u percepciji, mislima, emocijama i svesti. Za razliku od drugih psihoaktivnih lekova, kao što su stimulanti i opioidi, ovi lekovi ne samo da pojačavaju uobičajena stanja uma, nego indukuju iskustva koja su kvalitativno različita od normalne svesti. Ta iskustva se često porede sa formama svesti poput transa, meditacije, i snova.
Holisterovi kriterijumi za utvrđivanje halucinogena su:
1. u odnosu na druge efekte promene u mislima, percepciji, i raspoloženju dominiraju;
2. intelektualno ili memorijsko pogoršanje je minimalno;
3. tupost, narkoza, ili preterana stimulacija se ne ispoljavaju;
4. nuspojave autonomnog nervnog sistema su minimalne; i
5. zavisnička želja je odsutna.

Svi lekovi i droge ne proizvode iste efekte, i ista supstanca može da proizvede različite efekte kod iste osobe u različitim okolnostima

## Primeri
U halucinogena sredstva spadaju:
- LSD - dietilamid lizerginske kiseline (esid, trip)
- THC - tetrahidrokanabinol (aktivna materija u marihuani)
- PCP - fenciklidin (anđeoski prah).
- STP - 4-metil-2,5-dimetoksimetilpentilamin
- Meskalin - aktivna materija meksičkog kaktusa pejotla.
- Psilocibin - aktivna materija meksičke gljive teonanakatl.
- Bufotenin - aktivna materija iz sluzi nekih žaba.
- Ibogain - aktivna materija iz afričke biljke Tabernanthe Iboga.
- Skopolamin - aktivna materija biljci Datura stramonii.
- DOI - 2,5-dimetoksi-4-jodoamfetamin

## Literatura
- Stafford, Peter. (2003). Psychedelics. Ronin Publishing, Oakland, California.  0-914171-18-6.
- Ann & Alexander Shulgin: PIHKAL (Phenethylamines I Have Known And Loved), a Chemical Love Story
- Ann & Alexander Shulgin: TIHKAL (Tryptamines I Have Known And Loved), the Continuation
- Charles S. Grob, ed.: Hallucinogens, a reader
- Winkelman, Michael J., and Thomas B. Roberts (editors) (2007).Psychedelic Medicine: New Evidence for Hallucinogens as Treatments 2 Volumes. Westport, CT: Praeger/Greenwood.
- „Chapter 1 Alcohol and Other Drugs”. Архивирана копија. ISBN 0724533613. Архивирано из оригинала 28. 03. 2015. г. Приступљено 03. 03. 2012.

## Spoljašnje veze
- Informacije of psihoaktivnim lekovima
- Trendovi u medicinskim i socijalnim empirijskim studijama

|  | Molimo Vas, obratite pažnju na važno upozorenje u vezi sa temama iz oblasti medicine (zdravlja). |